# フラットヘッド湖の怪物
フラットヘッド湖の怪物（フラットヘッドこのかいぶつ、英:Flathead Lake Monster）は、アメリカ合衆国モンタナ州のフラットヘッド湖に生息するとされる未確認動物である。ネイティブ・アメリカンの伝説で湖には奇妙な鳴き声をする生物がいるとされた。

## フラットヘッド湖
フラットヘッド湖はモンタナ州北西部、ロッキー山脈渓谷の南端に位置、アメリカ西部最大の天然淡水湖。全長約28マイル（50km）、幅16マイル（25km）、最大深度370.7フィート（113.0m）、平均深度164.7フィート(50.2 m)。フラットヘッド川、スワン川が流れ込んでいる。

## 容姿
20 - 40フィートのヘビのように波打ったウナギのように丸い姿だとされている。茶色や青黒く、目は灰色がかった黒。湖や川でよく目撃され、クジラやチョウザメのように見えると述べられる。他には光沢が多く、ボウリングのボウルのような頭の巨大ウナギともされる。姿を現したとき、水面に塊が多くのぞいていることからネッシーと類似するか同じ生物である可能性が指摘されている。

## 目撃例

### 最初の目撃
最初の目撃例は1889年のこと。船長のジェームス・C・カーは蒸気船、U.S. Grantでフラットヘッド湖を周遊した。そのとき、カーと乗客は木の丸太かボートが近付いてきたのを見た。さらに近付いてきたそれは巨大なクジラなのようなものであると気付いた。それに驚いた乗客の1人は持っていたライフル銃を取り出した。彼はその謎の生物を殺さなかったが、この目撃からフラットヘッド湖の怪物の伝説は始まった。

### 以降の目撃
1964年、プロダイバーによる生け捕り作戦が行われるも発見できなかった。
1968年8月、湖畔に住む一家が怪物を確かめようと見張っていたところ、船着き場の端に体をこすり付ける生物を目撃した。姿は首長、顔やクチバシはアヒルのようであり、発砲すると逃げたが（発砲する暇もなかったとも）、桟橋のくいが破壊されていた。姿はまるで恐竜のコリトサウルスだったと証言した。
目撃されることが多い時期は4月から9月。一生に一度でも目撃することは珍しいがある研究者が1985年、そしてそれから2年後にもう1度目撃したという非常に珍しい事例もあった。
年間の目撃数は1、2回程度。だが1993年には13回ほどの目撃証言があった。1993年5月24日、ビッグアーム湾で2体の生物が目撃された報告もあった。1体はいつもより大きく、母子かオスメスのカップルと考えられた。1993年7月15日、25分と15マイル離れた場所で2回目撃された。1993年7月17日、同じエリアで半日差で2回目撃された。
1993年7月13日にはシアトルの銀行役員と地区営業マネージャーがウッズ・ベイから数秒間の映像を撮影した。映像には水中に長さ約12フィートの大きく暗いものが映っていた。ある目撃者は映像の撮影前に怪物を見たこと、それはチョウザメのような頭、ウナギのような体だったと証言した。
以降も怪物の目撃例は増加したが、1993年の事例は湖の怪物狩りのターニングポイントとなった。
最後の目撃例は2016年、ミシシッピ州のジョー・ブラックバーンによるものである。

## 検証
ブロントサウルスやプレシオサウルスと似た姿だとする目撃例や、2体同時に目撃されたり短時間で別々の場所で目撃されたりするため2体の怪物が生息しているとの考えもある。正体はシロチョウザメであるとする説が有力で、チョウザメのような巨大な魚とする目撃者もいるが、湖でチョウザメが捕獲された記録は1回しかなく、漁獲量自体も議論の対象となっている。複数の個体の目撃例は細長いシロチョウザメが水面に上がってきたところを首長竜と誤認した可能性がある。
姿が恐竜のアナトティタンと似ているが想定される姿とは別で、かつての恐竜のイメージを元に創作された存在であると指摘されている。撮影された写真を本物だと信じている研究者は皆無で、発表直後に報じられた親子が作った合成写真説、子供向けのいわば恐竜カードにあった絵と湖を合成した説がある。

## 日本での受容
日本ではスクリューのガー助なる呼び名で知られ、別名としてハーキンマー・モンスターがある。初めて紹介されたのは1962年のS-Fマガジンで斎藤守弘による連載記事である。1972年に出版された『なぜなに世界の大怪獣』（佐伯誠一、小学館）でもこの名前が使われ、現地での呼び名であるとしている。
1970年、週刊ぼくらマガジンで斎藤守弘が既に合成の可能性が報じられていた写真を紹介、他の雑誌などでも彼はその写真を取り上げているが、いずれも「スクリュー尾のガー助」と書いている。1968年の目撃例は日本では文献によって多少の違いがあり、時が経つにつれて伝言ゲームのように話が大きくなってしまっているとみられ、山本弘は『なぜなに世界の大怪獣』では写真提供に斎藤の名があることから、スクリューのガー助とハーキンマー・モンスターはどちらも彼による創作とするのが妥当であるとしていた。後に本城達也は斎藤に話を聞いたところ、この名前は自分で考えたものだと認め、古書店で買った雑誌に取り上げられていた記事にあった「スクリューテイル×××」とあった名前と鳴き声の「ガー」を組み合わせて日本風に名付けたとし、ハーキンマーも愛称として掲載されていた名前だったが、写真の掲載については編集部が独自にやったことだったとする。